# پنینگی
پنینگی (به لاتین: Peningi) یک منطقهٔ مسکونی در استونی است که در دهستان راسیکو واقع شده‌است.